# Neobisium lethaeum
Neobisium lethaeum är en spindeldjursart som beskrevs av Beier 1938. Neobisium lethaeum ingår i släktet Neobisium och familjen helplåtklokrypare.

## Underarter
Arten delas in i följande underarter:
- N. l. acherusium
- N. l. lethaeum
- N. l. parvum
- N. l. superbum